# NAWIRA Women’s Sevens 2005
NAWIRA Women’s Sevens 2005 – pierwsze mistrzostwa strefy NAWIRA w rugby 7 kobiet, oficjalne międzynarodowe zawody rugby 7 o randze mistrzostw kontynentu organizowane przez North America and West Indies Rugby Association mające na celu wyłonienie najlepszej żeńskiej reprezentacji narodowej w tej dyscyplinie sportu w strefie NAWIRA, które odbyły się wraz z turniejem męskim w Bridgetown na Barbadosie w dniach 19–20 listopada 2005 roku.

## Informacje ogólne
W rozegranym na torze wyścigów konnych Garrison Savannah w Bridgetown na Barbadosie turnieju wzięło udział siedem zespołów, które w ciągu dwóch meczowych dni rywalizowały systemem kołowym. W zawodach bez porażki zwyciężyły Amerykanki, natomiast druga w klasyfikacji reprezentacja Trynidadu i Tobago otrzymała tytuł mistrza Karaibów.
Już poza turniejem odbyło się spotkanie zespołu USA ze wspólną drużyną Indii Zachodnich.

## Faza grupowa
| 19 listopada 200510:30 | Stany Zjednoczone | 40:5 | Jamajka | Garrison Savannah, Bridgetown |
| 19 listopada 200510:30 |                   | 40:5 |         | Garrison Savannah, Bridgetown |

| 19 listopada 200510:50 | Trynidad i Tobago | 26:5 | Saint Vincent i Grenadyny | Garrison Savannah, Bridgetown |
| 19 listopada 200510:50 |                   | 26:5 |                           | Garrison Savannah, Bridgetown |

| 19 listopada 200511:10 | Saint Lucia | 0:15 | Gujana | Garrison Savannah, Bridgetown |
| 19 listopada 200511:10 |             | 0:15 |        | Garrison Savannah, Bridgetown |

| 19 listopada 200512:10 | Stany Zjednoczone | 52:0 | Barbados | Garrison Savannah, Bridgetown |
| 19 listopada 200512:10 |                   | 52:0 |          | Garrison Savannah, Bridgetown |

| 19 listopada 200513:10 | Trynidad i Tobago | 24:0 | Saint Lucia | Garrison Savannah, Bridgetown |
| 19 listopada 200513:10 |                   | 24:0 |             | Garrison Savannah, Bridgetown |

| 19 listopada 200514:10 | Jamajka | 48:0 | Barbados | Garrison Savannah, Bridgetown |
| 19 listopada 200514:10 |         | 48:0 |          | Garrison Savannah, Bridgetown |

| 19 listopada 200514:30 | Stany Zjednoczone | 38:0 | Saint Vincent i Grenadyny | Garrison Savannah, Bridgetown |
| 19 listopada 200514:30 |                   | 38:0 |                           | Garrison Savannah, Bridgetown |

| 19 listopada 200515:30 | Trynidad i Tobago | 12:5 | Gujana | Garrison Savannah, Bridgetown |
| 19 listopada 200515:30 |                   | 12:5 |        | Garrison Savannah, Bridgetown |

| 19 listopada 200517:10 | Saint Vincent i Grenadyny | 37:5 | Barbados | Garrison Savannah, Bridgetown |
| 19 listopada 200517:10 |                           | 37:5 |          | Garrison Savannah, Bridgetown |

| 19 listopada 200517:30 | Jamajka | 29:0 | Saint Lucia | Garrison Savannah, Bridgetown |
| 19 listopada 200517:30 |         | 29:0 |             | Garrison Savannah, Bridgetown |

| 19 listopada 200517:50 | Stany Zjednoczone | 38:0 | Gujana | Garrison Savannah, Bridgetown |
| 19 listopada 200517:50 |                   | 38:0 |        | Garrison Savannah, Bridgetown |

| 19 listopada 200519:10 | Trynidad i Tobago | 19:10 | Jamajka | Garrison Savannah, Bridgetown |
| 19 listopada 200519:10 |                   | 19:10 |         | Garrison Savannah, Bridgetown |

| 20 listopada 200511:20 | Stany Zjednoczone | 46:0 | Saint Lucia | Garrison Savannah, Bridgetown |
| 20 listopada 200511:20 |                   | 46:0 |             | Garrison Savannah, Bridgetown |

| 20 listopada 200511:40 | Trynidad i Tobago | 46:0 | Barbados | Garrison Savannah, Bridgetown |
| 20 listopada 200511:40 |                   | 46:0 |          | Garrison Savannah, Bridgetown |

| 20 listopada 200512:00 | Jamajka | 10:0 | Gujana | Garrison Savannah, Bridgetown |
| 20 listopada 200512:00 |         | 10:0 |        | Garrison Savannah, Bridgetown |

| 20 listopada 200513:00 | Saint Vincent i Grenadyny | 10:7 | Saint Lucia | Garrison Savannah, Bridgetown |
| 20 listopada 200513:00 |                           | 10:7 |             | Garrison Savannah, Bridgetown |

| 20 listopada 200514:00 | Gujana | 29:0 | Barbados | Garrison Savannah, Bridgetown |
| 20 listopada 200514:00 |        | 29:0 |          | Garrison Savannah, Bridgetown |

| 20 listopada 200514:20 | Stany Zjednoczone | 36:0 | Trynidad i Tobago | Garrison Savannah, Bridgetown |
| 20 listopada 200514:20 |                   | 36:0 |                   | Garrison Savannah, Bridgetown |

| 20 listopada 200514:40 | Jamajka | 17:0 | Saint Vincent i Grenadyny | Garrison Savannah, Bridgetown |
| 20 listopada 200514:40 |         | 17:0 |                           | Garrison Savannah, Bridgetown |

| 20 listopada 200516:20 | Saint Lucia | 15:5 | Barbados | Garrison Savannah, Bridgetown |
| 20 listopada 200516:20 |             | 15:5 |          | Garrison Savannah, Bridgetown |

| 20 listopada 200516:40 | Gujana | 12:10 | Saint Vincent i Grenadyny | Garrison Savannah, Bridgetown |
| 20 listopada 200516:40 |        | 12:10 |                           | Garrison Savannah, Bridgetown |